# Michael Garnett
Michael Garnett (ur. 25 listopada 1982 w Saskatoon, Saskatchewan) – kanadyjski hokeista, reprezentant Kanady.

## Kariera

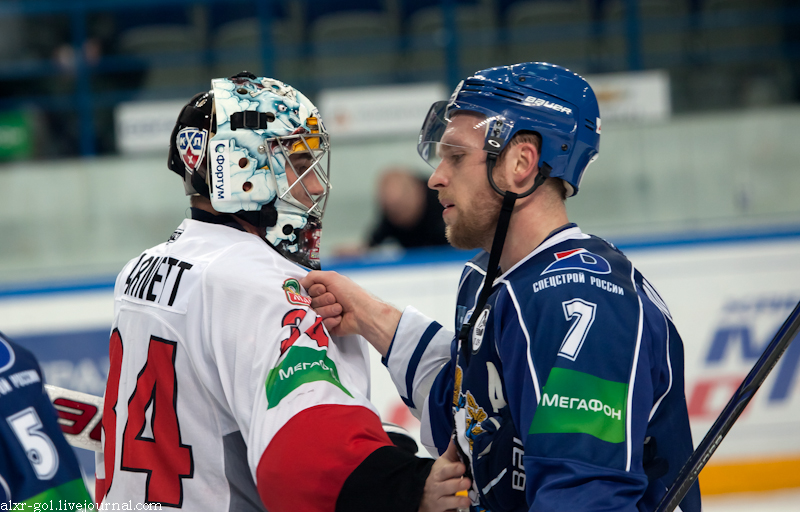
Michael Garnett w barwach Traktora Czelabiński (2012). Obok Mikko Mäenpää (Amur Chabarowsk)

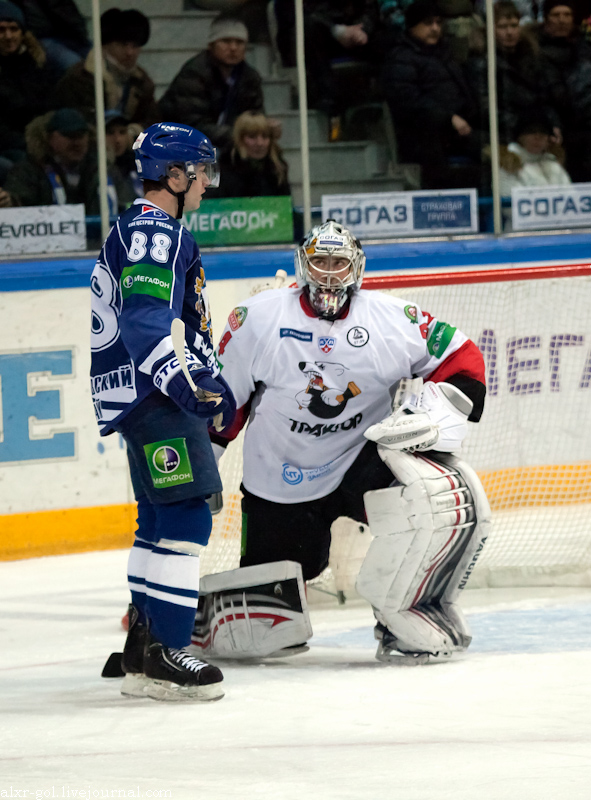
Michael Garnett w barwach Traktora Czelabiński (2012). Obok Jakub Petružálek (Amur Chabarowsk)

- Red Deer Rebels (1999-2001)
- Saskatoon Blades (2001-2002)
- Greenville Grrrowl (2002-2003)
- Chicago Wolves (2003-2007)
  -  Gwinnett Gladiators (2004)
  -  Atlanta Thrashers (2005-2006)
- Nieftiechimik Niżniekamsk (2007-2008)
- HK MWD Bałaszycha (2008-2010)
- OHK Dinamo (2010-2011)
- Traktor Czelabińsk (2011-2015)
- Slovan Bratysława (2015-2016)
- KHL Medveščak Zagrzeb (2016-2017)
- SC Bern (2017)
- Nottingham Panthers (2017-2019)

Od 2011 ponownie zawodnik Traktora Czelabińsk. W kwietniu 2013 przedłużył kontrakt z klubem o dwa lata. Odszedł z Traktora w marcu 2015. Od lipca 2015 zawodnik Slovana Bratysława. Od końca października 2016 zawodnik KHL Medveščak Zagrzeb. Od lutego 2017 zawodnik SC Bern. W maju 2019 przeszedł do angielskiego klubu Nottingham Panthers w brytyjskich rozgrywkach EIHL. Rozegrał tam dwa sezony.
Uczestniczył w turniejach mistrzostw świata 2013 (nie rozegrał meczu).
W 2019 jego żoną została Rebecca.

## Sukcesy
Klubowe
- Mistrzostwo Western Hockey League (WHL): 2001 z Red Deer Rebels
- Memorial Cup: 2001 z Red Deer Rebels
- Puchar Kontynentu: 2012 z Traktorem Czelabińsk
- Brązowy medal mistrzostw Rosji: 2012 z Traktorem Czelabińsk
- Srebrny medal mistrzostw Rosji: 2013 z Traktorem Czelabińsk
- Złoty medal mistrzostw Szwajcarii: 2017 z SC Bern

Indywidualne
- KHL (2009/2010):
  - Mecz Gwiazd KHL
  - Piąte miejsce w klasyfikacji średniej goli straconych na mecz w sezonie zasadniczym: 2,06
  - Piąte miejsce w klasyfikacji meczów bez straty gola w sezonie zasadniczym: 5
  - Złoty Kask (przyznawany sześciu zawodnikom wybranym do składu gwiazd sezonu)
- KHL (2011/2012):
  - Najlepszy bramkarz miesiąca: październik 2011, listopad 2011, marzec 2012
  - Czwarte miejsce w klasyfikacji średniej goli straconych na mecz w sezonie zasadniczym: 1,97
  - Piąte miejsce w klasyfikacji średniej goli straconych na mecz w fazie play-off: 1,76
  - Mecz Gwiazd KHL
- KHL (2012/2013):
  - Mecz Gwiazd KHL[11]
  - Rekord w czasie gry bez straty gola w ciągłej grze z meczu na mecz: 211 minut 41 sekund[12][13]
  - Najlepszy bramkarz miesiąca - marzec 2013
  - Najlepszy bramkarz - półfinały konferencji (cztery mecze bez straty gola z pięciu wszystkich)
  - Najlepszy bramkarz - finały konferencji (jeden mecz bez straty gola, średnia na mecz 1,8)
  - Pierwsze miejsce w klasyfikacji meczów bez straty gola w fazie play-off: 5
- KHL (2014/2015):
  - Najlepszy bramkarz miesiąca - grudzień 2014[14]